# Santa Creu de Fonollosa
La Santa Creu de Fonollosa és l'església parroquial de Fonollosa (Bages) inclosa en l'Inventari del Patrimoni Arquitectònic de Catalunya.

## Descripció
És un edifici religiós, una església d'una sola nau, coberta a dos vessants i amb el presbiteri quadrat a llevant. Aquest és un cos de planta rectangular sense cap obertura a l'exterior. El campanar de planta quadrada és adossat als peus de l'església i és cobert amb una teula de quatre vessants. Dos nivells amb obertures apuntades sostenen les campanes i l'últim (el més nou) el rellotge. A ponent la façana original és totalment perduda car s'hi va afegir un cos rectangular que forma part de la veïna rectoria. L'església és envoltada de construccions (ajuntament, masia, habitatges) i forma una petita plaça.

## Història
L'església de Santa Creu de Fonollosa és situada dins l'antic terme casteller de Castelltallat, al lloc de Fonollosa i avui és l'església parroquial. El lloc de Fonollosa apareix esmentat l'any 955 (Funiliosa) i l'església el 1081; abans del 1154 era ja parròquia. L'actual edifici no conserva res de la construcció Romànica i és obra del s. XVI; a la llinda d'entrada hi ha la data 1605.